# 北海道札幌東商業高等学校
北海道札幌東商業高等学校（ほっかいどうさっぽろひがししょうぎょうこうとうがっこう、Hokkaido Sapporo Higashi Commercial High School）は、北海道札幌市厚別区にある公立（道立）の商業高等学校。地元での略称は、「東商」（とうしょう、とんしょう）。

## 沿革
- 1964年 - 開校
- 1999年 - 学科改編
- 2001年 - 校舎改築落成

## 著名な出身者
- 鈴木ゆき - 歌手
- 西尚美 - 漫画家
- 水野美波 - 漫画家
- 木藤玲子 - 声優、俳優、ナレーター
- 真壁あやの - バスケットボール選手

## 日商簿記甲子園
- 2024年度、第1回全国高等学校日商簿記選手権大会（日商簿記甲子園）開催（日商簿記検定施行70周年記念事業）の参加校である。

## 教育実績
- 令和6年度税理士試験（簿記論）2名の合格者を輩出した[1]。
- 国家資格の基本情報技術者試験（FE）の午前科目免除制度の認定校となっている[2][3]。これは札幌市内に存在する高等学校としては唯一の取り組みである。